# Rodrigo Souto
Rodrigo Souto (nacido el 9 de septiembre de 1983) es un exfutbolista brasileño que se desempeñaba como centrocampista.
Jugó para clubes como el Vasco da Gama, Atlético Paranaense, Figueirense, Santos, São Paulo, Júbilo Iwata y Botafogo.

## Trayectoria

### Clubes
| Club                | País   | Año         |
| ------------------- | ------ | ----------- |
| São Cristóvão       | Brasil | 1999 - 2000 |
| Vasco da Gama       | Brasil | 2000 - 2004 |
| Atlético Paranaense | Brasil | 2005 - 2006 |
| Figueirense         | Brasil | 2005 - 2006 |
| Santos              | Brasil | 2007 - 2009 |
| São Paulo           | Brasil | 2010 - 2011 |
| Júbilo Iwata        | Japón  | 2011 - 2012 |
| Náutico             | Brasil | 2013        |
| Figueirense         | Brasil | 2013        |
| Botafogo            | Brasil | 2014        |
| Penapolense         | Brasil | 2015        |
| Resende             | Brasil | 2016 - 2019 |